# Bayerische Landesbank
Bayerische Landesbank, conosciuta anche come BayernLB, è una banca commerciale statale con sede a Monaco di Baviera, in Germania, e una delle sei Landesbanken. È posseduta per il 75% dal Libero Stato di Baviera (indirettamente tramite BayernLB Holding AG) e per il 25% dalla Sparkassenverband Bayern, l'organizzazione ombrello delle Casse di risparmio bavaresi. Con un saldo di 220 miliardi di euro e 7.703 dipendenti (nel gruppo; 3.343 nella banca stessa), è il settimo istituto finanziario più grande della Germania.
La BayernLB è stata fondata con la legge statale del 27 giugno 1972, che regolava la fusione della Bayerischer Gemeindebank - Girozentrale - e della Bayerische Landesbodenkreditanstalt di proprietà statale. L'aggiunta “Girozentrale” esistente all'epoca venne eliminata. Dall'entrata in vigore della vigilanza bancaria europea alla fine del 2014 la BayernLB è stata designata come istituto significativo e di conseguenza è vigilata direttamente dalla Banca centrale europea.

## Storia
Il 21 aprile 1884 il re Ludovico II firmò a Hohenschwangau la "Legge sull'istituto statale di previdenza culturale". Lo scopo della legge era quello di “facilitare la raccolta di capitali per la realizzazione di iniziative culturali”. Con la “Regia Suprema Ordinanza” del 4 giugno 1884 venne istituita la Commissione Culturale Statale per le Pensioni, il cui compito era quello di esaminare ed approvare le domande di prestito nonché di effettuare l'esecuzione del prestito e di vigilare sull'utilizzo del prestito. La commissione era subordinata al Ministero dell'Interno e anche gli “affari d'ufficio” erano gestiti dal Ministero dell'Interno. Inizialmente non esistevano uffici separati e il "personale" era composto da pochi dipendenti pubblici, distribuiti in vari ministeri e istituzioni statali, che dovevano svolgere i loro compiti a tempo parziale per l'istituto statale di previdenza culturale. Nel 1904 l'importo del prestito della Landeskultur-Rentenanstalt raggiunse i 3 milioni di marchi.
Il 9 dicembre 1914 i rappresentanti delle casse di risparmio bavaresi fondarono l'Associazione Giro e con essa un ufficio di compensazione centrale per le transazioni di assegni e giro. All’epoca la promozione del traffico dei pagamenti senza contanti era considerata un compito urgente. Nel 1917 venne fondato a Norimberga un ufficio indipendente per la sede centrale. Inizialmente l'attività veniva gestita a tempo parziale dalla Städtische Sparkasse Nürnberg. Anche la “Girozentrale Bayerischer Sparkassen” ha ricevuto per la prima volta la gestione a tempo pieno.
Nel 1920 la sede si trasferì da Norimberga a Monaco. I compiti furono notevolmente ampliati: l'attenzione si concentrò soprattutto sulla concessione ai comuni di prestiti a lungo termine, che furono rifinanziati mediante l'emissione di obbligazioni comunali a tasso fisso. Sono cresciuti costantemente anche gli affari con la clientela aziendale e gli affari con le casse di risparmio. Nel 1925 la Girozentrale venne separata dal punto di vista organizzativo dall'Associazione Cassa di Risparmio e ribattezzata “Banca della Comunità Bavarese (Girozentrale) Public Bankanstalt”.
Nel 1929 fu fondata la Bayerische Landesbausparkasse come dipartimento della Banca della Comunità Bavarese. Nello stesso anno la Landeskultur-Rentenanstalt divenne un'entità giuridica indipendente di diritto pubblico con compiti notevolmente ampliati come: B. Prestiti per l'edilizia sociale. Ha ricevuto il diritto di emettere certificati di pensione culturale statale a interesse fisso. In conformità con i suoi compiti, la Landeskultur-Rentenanstalt fu ribattezzata Bayerische Landesbodenkreditanstalt nel 1949.

### Nascita dalla fusione (1972)
Il 1º luglio 1972 la Bayerische Gemeindebank e la Bayerische Landesbodenkreditanstalt si unirono per formare la Bayerische Landesbank Girozentrale. Il suo primo presidente fu il politico veterano della CSU Karl Theodor Jacob. Anche i successivi manager e membri del consiglio provenivano spesso dalla politica. Nel giugno 1972 il parlamento regionale bavarese approvò finalmente la legge sulla Banca regionale bavarese. Il futuro istituto era dotato di un capitale sociale di 400 milioni di DM, di cui la metà era detenuta rispettivamente dal Libero Stato di Baviera e dalle casse di risparmio bavaresi. La Landesbank si definiva principalmente banca centrale di casse di risparmio, banca interna del Libero Stato di Baviera, istituto di credito locale e banca universale con focus su titoli e affari esteri. Inoltre, attraverso la Landesbausparkasse, che era gestita come suo dipartimento, e la Landesbodenkreditanstalt, la banca è stata in grado di svolgere compiti importanti nell'edilizia urbana e abitativa. Nel 1972 il totale di bilancio della nuova banca regionale ammontava a quasi 30 miliardi di DM, alla fine del 1972 la banca impiegava 3.500 dipendenti, la maggior parte dei quali a Monaco e solo una piccola parte nell'allora unica filiale di Norimberga.
Un consorzio guidato dalla Bayerische Landesbank concesse alla DDR un prestito di 1 miliardo di marchi. Nel luglio 1983, il governo federale ne garantì il rimborso. Il prestito è stato organizzato, sorprendentemente per molti, da Franz Josef Strauss. Durante la campagna elettorale prima delle elezioni federali del 6 marzo 1983, Strauss negò di voler continuare a sostenere la DDR. Quindi ha infranto una promessa elettorale. Ciò ha portato a numerose dimissioni dalla CSU. Anche i due deputati della CSU al Bundestag, Franz Handlos e Ekkehard Voigt, si sono dimessi; fondarono un partito chiamato I Repubblicani. Dopo il pagamento del prestito, la RDT ha attuato alcuni aiuti umanitari. Gli impianti di combustione automatica al confine interno della Germania verranno smantellati. 

### Crisi dei mercati finanziari
Una crisi finanziaria è iniziata in Thailandia nel marzo 1997; si è diffusa in diversi paesi asiatici ed è conosciuta come crisi asiatica. La Bayerische Landesbank perse circa 1,3 miliardi di DM, ma Alfred Lehner, all'epoca responsabile per l'Asia della banca, salì successivamente a capo della Landesbank. Nell'agosto 1999 si è saputo che 778 milioni degli 1,3 miliardi di DM erano andati perduti perché la filiale di Singapore aveva concesso prestiti e prestato il 100% su azioni apparentemente prive di valore. Alla fine del 1999, il primo ministro Edmund Stoiber invitò senza successo Lehner a dimettersi. 
Nel 2000 sono emerse ulteriori carenze nella filiale di Singapore. Il ministro delle finanze bavarese Kurt Faltlhauser ha nuovamente invitato Lehner a dimettersi. Nel febbraio 2001 divenne noto che l'Ufficio federale di vigilanza bancaria minacciava Lehner di licenziamento se non si fosse dimesso volontariamente. L'ufficio lo accusava di mancanza di qualifiche professionali. Lehner, che voleva restare in carica fino al novembre 2001, annunciò le sue dimissioni anticipate il 31 maggio 2001. 
Gli effetti della crisi dei mercati finanziari nel 2008 colpirono la BayernLB; la banca dovette essere sostenuta a causa delle perdite del portafoglio ABS e ricevette 7 miliardi di euro di capitale proprio dallo Stato Libero di Baviera e garanzie per 15 miliardi di euro dalla Confederazione. Il 1º marzo 2008, il CEO Werner Schmidt si è dimesso e gli è subentrato Michael Kemmer, il precedente CFO e vice CEO.

## Principali attività aziendali
In qualità di banca commerciale, il gruppo BayernLB offre ai clienti privati e commerciali un'offerta universale di servizi nei settori privato, industriale, degli investimenti e degli affari esteri. Ciò include prestiti, negoziazione di titoli e gestione patrimoniale, nonché emissione e cartolarizzazione di obbligazioni a medio e lungo termine. La banca viene rifinanziata attraverso una varietà di strumenti obbligazionari commerciali.
In qualità di banca statale e comunale, la BayernLB è responsabile della consulenza creditizia e finanziaria completa per la regione della Baviera, i suoi comuni e distretti. Attraverso le sue filiali, la banca è coinvolta in una varietà di altri settori di attività. Il Bayerische Landesbodenkreditanstalt è un organo della politica abitativa statale. Attraverso la proprietà totale della Deutsche Kreditbank, con sede a Berlino, la BayernLB è impegnata anche nel settore bancario al dettaglio.

### Coinvolgimento nella crisi dei mutui
All'inizio del 2008 è stato rivelato che la BayernLB aveva subito ingenti perdite a causa degli investimenti in titoli ipotecari subprime negli Stati Uniti. Sebbene l'entità di questi investimenti sia stata oggetto di speculazioni, dalla relazione finanziaria della società del secondo trimestre del 2008 è emerso che oltre 24 miliardi di euro erano stati investiti in titoli critici, con perdite di 2,3 miliardi di euro nel 2007 e altri 2 miliardi di euro in titoli critici il primo trimestre del 2008.
Le pesanti critiche pubbliche hanno avuto il loro primo impatto nel marzo 2008, quando il CEO Werner Schmidt si è dimesso meno di una settimana dopo che la banca aveva svalutato 1,9 miliardi di euro a causa della crisi dei subprime statunitensi. La crisi ha coinvolto anche il partito al governo CSU e il suo presidente, Erwin Huber, che in qualità di ministro delle finanze bavarese era presidente ad interim del consiglio di amministrazione della banca ed è stato accusato di aver coperto l'entità delle perdite. La banca e le perdite furono fattori importanti nelle elezioni parlamentari del settembre 2008, in cui la CSU ottenne il peggior risultato elettorale dal 1962 e Huber si dimise. Nello stesso anno, la BayernLB è diventata il primo istituto finanziario tedesco ad accettare l'assistenza del pacchetto di salvataggio da 500 miliardi di euro del governo federale.  Lo Stato della Baviera ha conferito 10 miliardi di euro di capitale al creditore e gli ha concesso 4,8 miliardi di euro di garanzie per un portafoglio di titoli complessi che si è inasprito dopo il crollo di Lehman Brothers. All'epoca la BayernLB aveva accettato di rimborsare 5 miliardi entro il 2019, mentre 5 miliardi di euro sarebbero rimasti in banca come parte della quota del 75% della Baviera nell'istituto di credito. Il resto è posseduto dalle casse di risparmio locali.
Nel 2010 la BayernLB ha avuto colloqui preliminari su una possibile fusione con la WestLB, ma i colloqui si sono interrotti già dopo poche settimane. Nello stesso anno, è diventata la prima delle Landesbanken tedesche salvate a tornare in redditività, realizzando un utile ante imposte di circa 885 milioni di euro.  Entro il 2014, la BayernLB ha restituito 2,7 miliardi di euro allo Stato della Baviera.  Nel 2016 ha rimborsato altri 1,3 miliardi di euro. L'ultima tranche di 1 miliardo di euro è stata versata nel giugno 2017.
Nel 2016 la BayernLB ha stretto una partnership con Standard Chartered attraverso la quale quest'ultima contribuirà al finanziamento delle attività asiatiche delle piccole e medie imprese tedesche orientate all'export.
Nel giugno 2017 la BayernLB (Bayerische Landesbank) ha concluso in anticipo la procedura relativa agli aiuti di Stato dell'UE, rimborsando allo Stato libero di Baviera un totale di quasi 5,5 miliardi di euro. Secondo una decisione dell'UE del 2012, la BayernLB è tenuta a versare allo Stato libero di Baviera entro il 2019 un totale di 4,96 miliardi di euro. Il rimborso anticipato degli ultimi fondi residui degli aiuti statali è stato possibile grazie al buon andamento degli affari della BayernLB e alla solida base di capitale che ne deriva. Anche le autorità competenti (BCE, Banca federale tedesca, BaFin e Commissione europea) hanno riconosciuto la stabilità finanziaria della BayernLB approvando il versamento dei conferimenti del socio tacito. In qualità di membro del piano di protezione delle banche regionali tedesche, la BayernLB ha dovuto pagare 120 milioni di euro per l'accordo di salvataggio della NordLB concluso nel febbraio 2019.

## Controversie

### Formula 1
Nel gennaio 2011, l'ex membro del consiglio della BayernLB Gerhard Gribkowsky è stato arrestato con l'accusa di corruzione, abuso di fiducia ed evasione fiscale. Travestito da contratto di consulenza, avrebbe ricevuto 50 milioni di dollari attraverso una fondazione in relazione ad un accordo che coinvolgeva azioni della Formula 1. La banca ha finanziato l'acquisto delle azioni da parte del gruppo Kirch e le ha rilevate dopo il fallimento. Dal 2002 al 2008 Gribkowsky è stato membro del consiglio di amministrazione responsabile della gestione del rischio e della prevenzione delle inadempienze dei prestiti e ha svolto un ruolo di primo piano nella vendita delle azioni della BayernLB nella Formula 1. Per questi eventi è stato condannato nel 2012 a otto anni e mezzo di prigione. Nel gennaio 2011 la BayernLB ha chiesto a Gribkowsky un risarcimento di 200 milioni di euro per il disastro della Hypo Group Alpe Adria, in cui sono andati perduti 3,7 miliardi di euro. 

### Deutsche Bank
In una causa del 2012 intentata in un tribunale di New York, la BayernLB ha affermato che Deutsche Bank ha venduto titoli garantiti da mutui residenziali a clienti esterni, criticandoli segretamente all'interno della banca e alla fine traendo profitto dal loro fallimento. Entro il 2014, entrambe le banche hanno concordato di risolvere in via extragiudiziale la causa da 810 milioni di dollari.

### Hypo Adria BanK
Numerosi casi legali legati all'acquisizione da parte della BayernLB della Hypo Alpe-Adria-Bank International Group AG nel 2007 per 1,63 miliardi di euro hanno incrinato i rapporti tra la Baviera e la vicina Austria. Nel dicembre 2009 la BayernLB ha venduto le sue azioni della HGAA alla Repubblica d'Austria al prezzo simbolico di 1 euro dopo che è diventato noto il rinnovato fabbisogno finanziario della HGAA di almeno 1,5 miliardi di euro.  Gli eventi legati all'acquisizione della HGAA sono stati indagati nel 2010 sia da una commissione d'inchiesta parlamentare che dalla procura di Monaco. L'attenzione si è concentrata in particolare sui membri (anche gli ex) del consiglio d'amministrazione della BayernLB e sul gestore patrimoniale Tilo Berlin. Il 15 aprile Gerd Häusler, ex vicepresidente del consiglio di amministrazione della BayernLB, ha assunto la presidenza della banca. Nel 2014, l'ex amministratore delegato Werner Schmidt è stato dichiarato colpevole di aver corrotto il defunto politico austriaco Jörg Haider per facilitare l'acquisizione. In quello che è stato il primo caso in Germania in cui i membri del consiglio di amministrazione sono stati processati per aver pagato in eccesso per un'acquisizione, sette ex dirigenti della BayernLB sono stati processati per aver pagato in eccesso di 550 milioni di euro quando hanno acquistato la quota di maggioranza della Hypo Alpe-Adria-Bank.

### Vendita GBW
In seguito al disastro dell'Hypo Alpe Adria, il Libero Stato di Baviera dovette fornire un massiccio sostegno finanziario alla Landesbank. Questi sussidi sono stati tollerati dall'Unione Europea solo a condizione che la Landesbank si separasse dalla sua filiale immobiliare GBW o che vendesse gran parte del suo portafoglio immobiliare.  Dopo che il ministro delle Finanze bavarese Markus Söder si è rifiutato di partecipare alla gara per gli appartamenti GBW per conto del Libero Stato di Baviera e di mantenerli quindi di proprietà pubblica, l'appalto è stato infine assegnato alla Patrizia AG, una società gestita dalla regione di Monaco di Baviera. Il consorzio dei comuni interessati ha superato la sua offerta.  Söder ha garantito una “Carta sociale XXL”  per proteggere l’esistenza degli inquilini. Tuttavia, a causa di lacune nei contratti di compravendita, in tutta la Baviera le associazioni degli inquilini hanno ricevuto proteste. Nel frattempo alcuni comuni hanno riacquistato appartamenti dal portafoglio GBW.
Dopo che gli affitti sono aumentati notevolmente per molti residenti e le persone sono state sistematicamente cacciate dai loro appartamenti per affittarli o venderli a prezzi elevati, la controversa vendita degli appartamenti GBW è diventata oggetto di dibattito nel parlamento regionale bavarese nell'ottobre 2016.

### Società Shell
Secondo i Panama Papers pubblicati nel marzo 2016, la BayernLB è una delle 28 banche tedesche che hanno creato società di comodo. Stando ad un articolo pubblicato dalla Süddeutsche Zeitung, la BayernLB ha fondato, tramite la sua affiliata Banque LB Lux in Lussemburgo, 129 società di comodo.  La filiale ha facilitato la creazione di società di comodo a Panama dal 2005 al 2010. Il 1º aprile 2015 è stata aperta la procedura di liquidazione della Banque LBLux.

### Dipinto di Kandinsky
Nel giugno 2023, un comitato consultivo tedesco sulle opere d'arte saccheggiate dai nazisti ha raccomandato che un dipinto di Vasilij Kandinskij presente nella collezione della banca fosse restituito ai discendenti della famiglia ebrea che originariamente possedeva l'opera d'arte. Il 24 luglio 2023 la BayernLB ha annunciato di aver deciso di restituire il dipinto a tempera del 1907, Vita colorata, agli eredi di Emanuel Lewenstein.